# Beneluxbaan

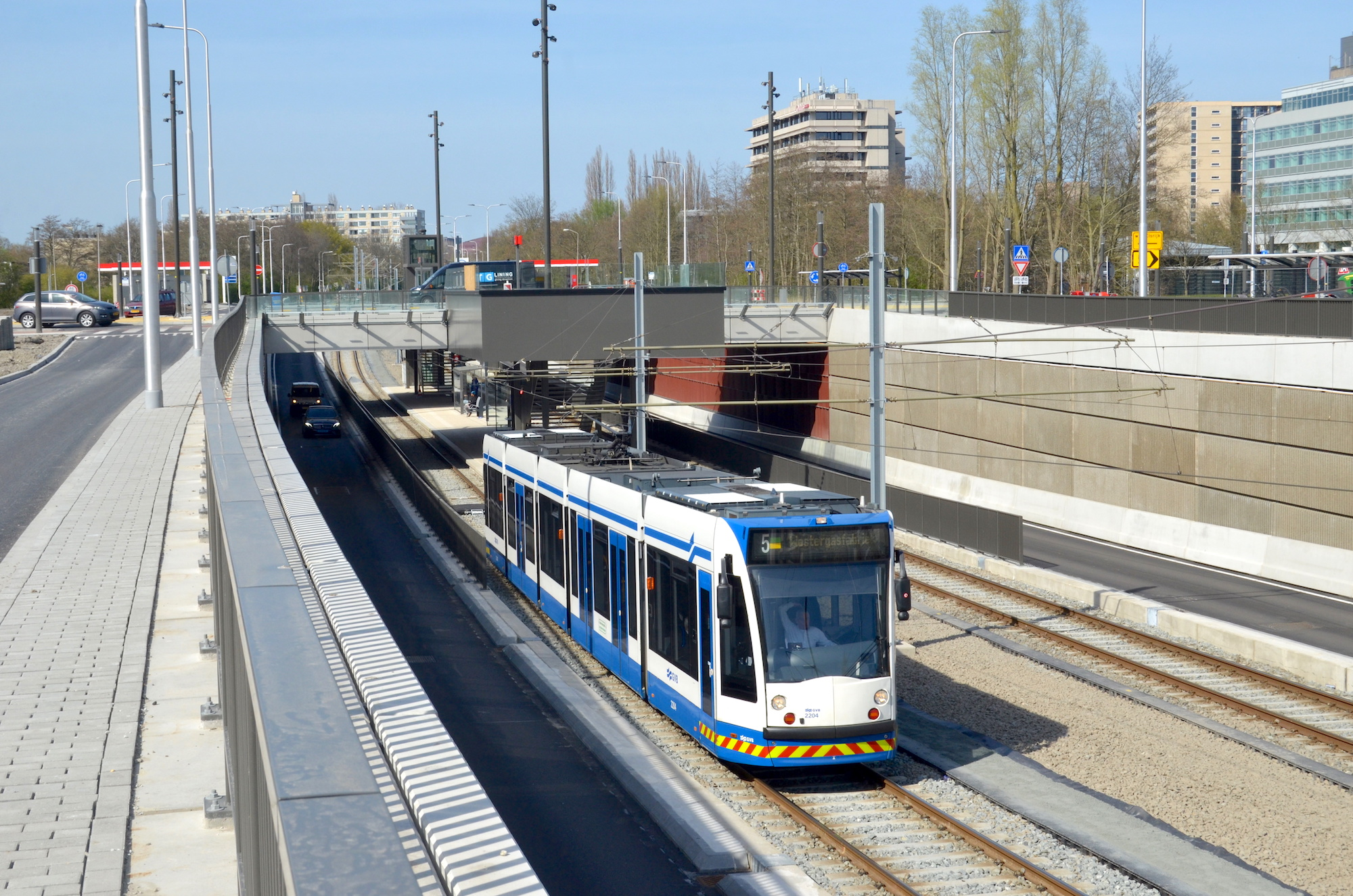
Combino 2004 op tramlijn 5 op halte Kronenburg; april 2020.

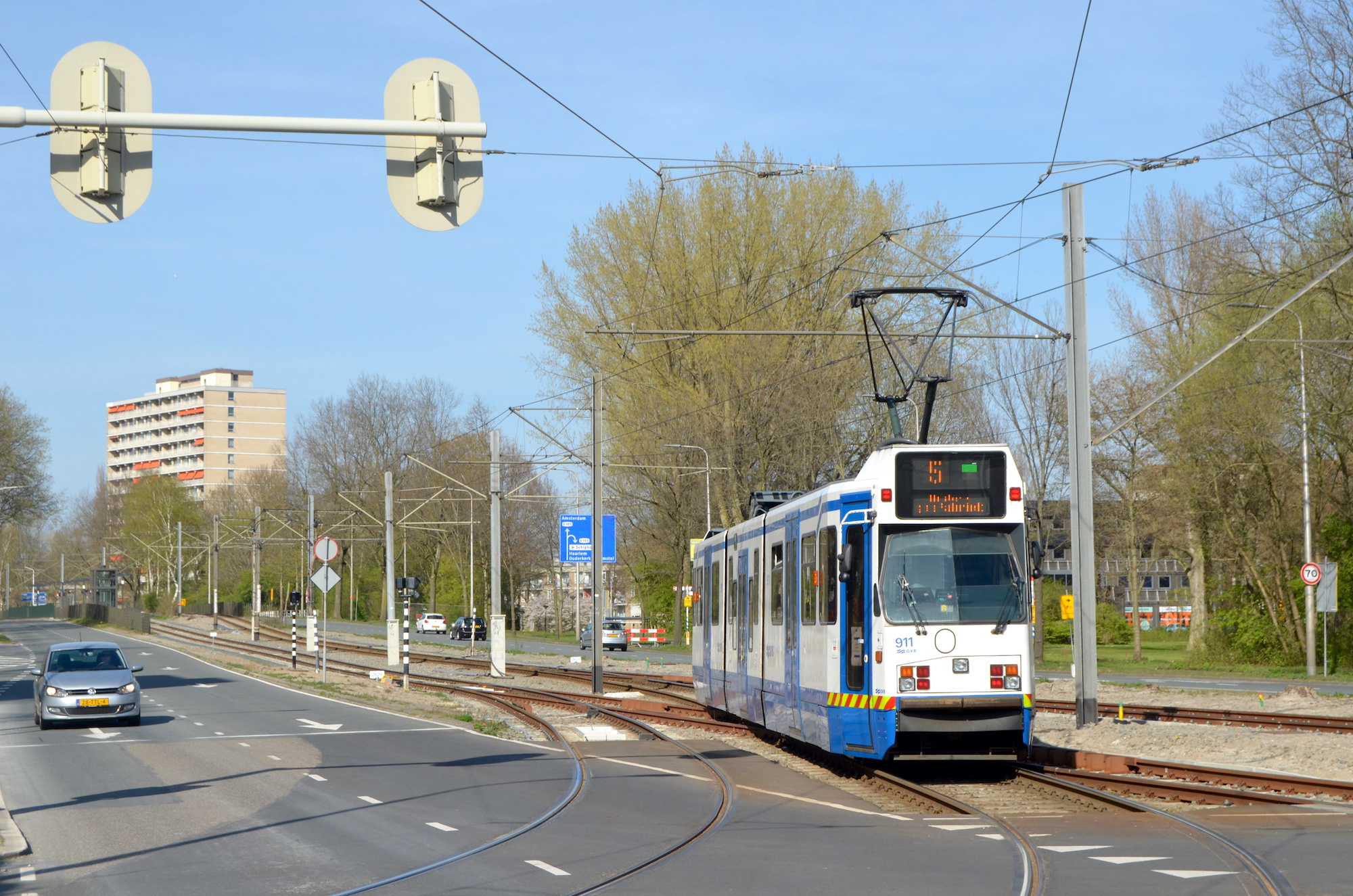
Tramlijn 5 op aftakking naar Amstelveen Stadshart; april 2020.

De Beneluxbaan is een belangrijke weg in Amstelveen die de Amsterdamse wijk Buitenveldert in het stadsdeel Zuid met de zuidelijke wijken van Amstelveen verbindt. Het eerste gedeelte van de weg werd in mei 1962 geopend en is aangelegd ongeveer op de plaats van de vroegere Middenweg, een smalle landelijke weg dwars door de Middelpolder die liep van de Kalfjeslaan nabij het huidige Uilenstede naar de Parelvisserslaan in Bankras/Kostverloren, de oostelijke wijk van Amstelveen. De opening was een ontlasting voor de drukke Amsterdamseweg, de tot dan toe enige doorgaande noord-zuid verbinding in Amstelveen waarover dagelijks 20.000 auto's en 600 bussen reden. Met het uitbreiden van Amstelveen naar het zuiden werd de straat in verschillende fases verder doorgetrokken naar het zuiden. De straat is vernoemd naar de Benelux, een samenwerkingsverband tussen Belgie, Nederland en Luxemburg. 
De weg ligt in het verlengde van de Buitenveldertselaan en begint bij de gemeentegrens bij de Kalfjeslaan. De Buitenveldertselaan begint in Amsterdam-Zuid bij de Ringweg Zuid (A10), nabij de Vrije Universiteit en is het verlengde van de Parnassusweg. De rijbanen zijn elk 7,5 meter breed en de middenberm 14 meter. Oorspronkelijk was de weg voorzien van klinkerbestrating. Bij de opening waren de kruisingen bij Bos en Vaartlaan, de Burgemeester van Sonweg en de Ouderkerkerlaan ongelijkvloers en de overige kruisingen á niveau. Bij de opening van de Oranjebaan kwam ook daar een ongelijkvloerse kruising.   
De middenberm tussen Kalfjeslaan en Gondel was gereserveerd voor een hoogwaardige railverbinding aanvankelijk gedacht als metro die echter nooit werd gerealiseerd. Op 6 oktober 1975 verscheen wel een hoogwaardige busverbinding die op 2 december 1990 werd vervangen door de Amstelveenlijn, tramlijn 5 en metro/sneltramlijn 51. Dit was toen de eerste sneltramlijn geschikt voor railvoertuigen met een breedte van 2,65 meter in Amsterdam en Amstelveen. Op 3 maart 2019 verdween de sneltram. Deze werd per 13 december 2020 vervangen door de Amsteltram (tramlijn 25).
In 2019-2020 werd de Beneluxbaan in het kader van de verbouwing van de tramlijn tot Amsteltram gereconstrueerd waarbij een drietal kruisingen ongelijkvloers is geworden. Deze liggen op het noordelijke deel van de weg, achtereenvolgens: de Rembrandtweg / Saskia van Uylenburghweg (Kronenburg), Zonnestein en de Oranjebaan. Er is een T-kruising met de Handelsweg bij het winkelcentrum Binnenhof. Hier takt lijn 5 af naar de eindhalte Amstelveen Stadshart. De Europaboulevard, Van Nijenrodeweg, Beneluxbaan en Oranjebaan vormen samen de zuidelijke tak van de s109, een van de Amsterdamse stadsroutes.
Na 4,13 km gaat de Beneluxbaan onder de snelweg A9 door. Daarna is er een ongelijkvloerse kruising met de Ouderkerkerlaan aan de westkant en de Laan van Langerhuize aan de oostkant en een ongelijkvloerse kruising met de Sportlaan.
Langs het eerste en tweede deel van de weg, tot Marne en Startbaan, ligt aan beide kanten een vrijliggend fietspad.
De Beneluxbaan is voor het grootste deel een noord-zuidas. Maar na 5,76 km buigt de weg af naar het westen en wordt het een oost-westas. Ook verlaat de Beneluxbaan vanaf hier het tracé van de voormalige sneltram 51 en de nieuwe tramlijn 25. De weg kruist de Van der Hooplaan en de Bovenkerkerweg (gelijkvloers). Het laatste stuk werd geopend in 2005 van de Hammarskjöldsingel in de Westwijk waar na 7,54 km, de 4-strooksweg overgaat in een 2-strooksweg, zonder bebossing in het midden. De weg eindigt op de Legmeerdijk. In het verlengde liggen het Schinkeldijkje, de Bosrandweg en de Bosrandbrug, die deel uitmaken van de N231 naar Schiphol-Oost.
De Beneluxbaan is in totaal 8,25 km lang en zorgt voor doorstroming van het autoverkeer tussen Amsterdam Buitenveldert, Amstelveen Centrum en Amstelveen-Zuid.
De Beneluxbaan kent slechts 3 adressen, tankstations met de huisnummerreeks 9 t/m 11. Alle andere gebouwen hebben een huisnummer van een naastliggende straat.